# ايمانويل لست
ايمانويل لست (بالإنجليزية: Emanuel List)‏ (1888 – 1967 م) مغني أوبرا من الولايات المتحدة، والنمسا، ولد في فيينا، توفي في فيينا، عن عمر يناهز 79 عاماً.

## روابط خارجية
- ايمانويل لست على موقع ميوزك برينز (الإنجليزية)
- ايمانويل لست على موقع أول ميوزيك (الإنجليزية)
- ايمانويل لست على موقع ديسكوغز (الإنجليزية)